# Wreecher See

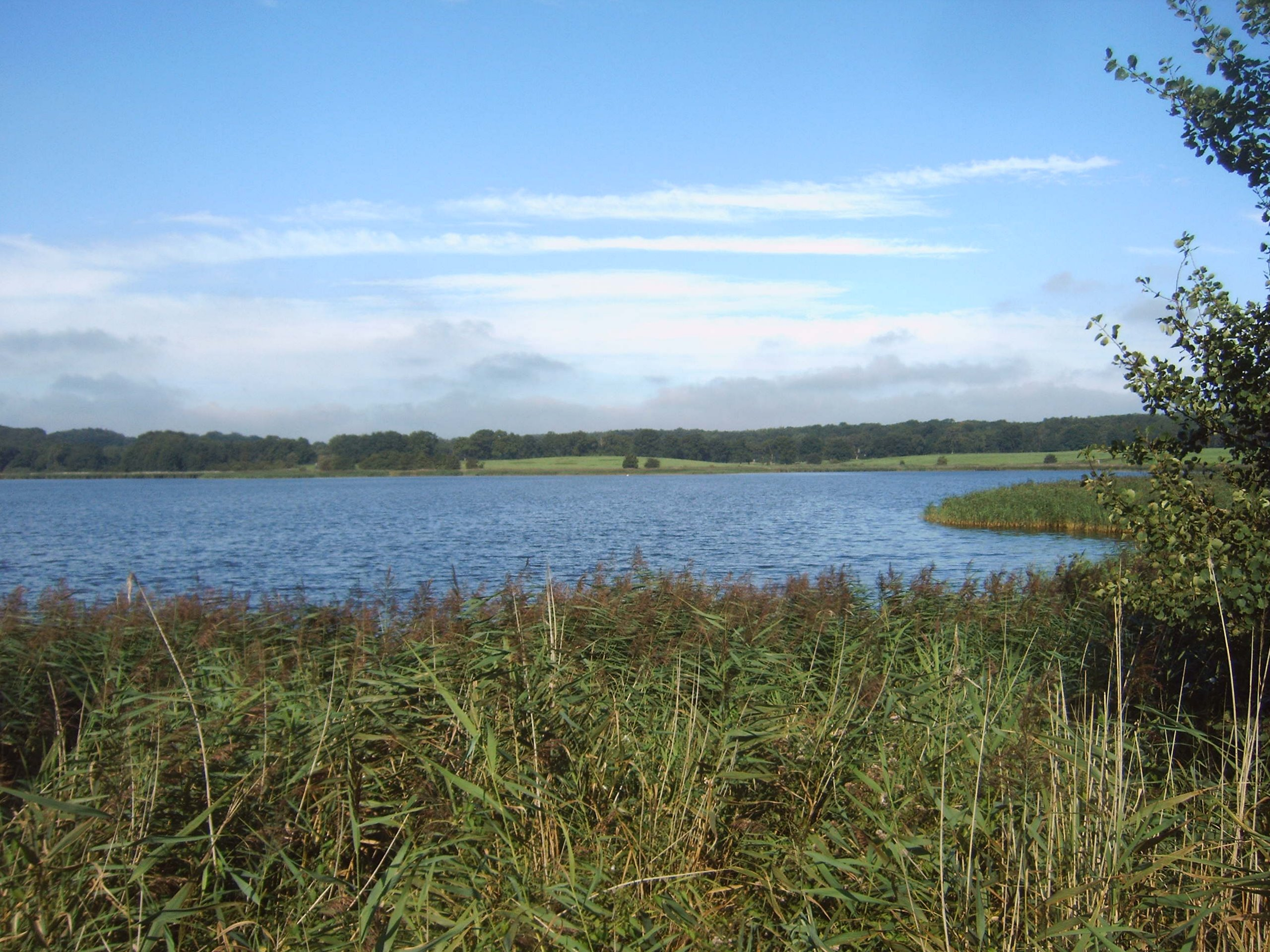
Wreecher See – Blick vom Ostufer

Der Wreecher See ist eine Bucht südwestlich der Stadt Putbus auf der Ostseeinsel Rügen.
Die Bucht ist nach der am Ostufer gelegenen Ortschaft Wreechen benannt. An der Südseite befinden sich die Ansiedlungen Glowitz und Neukamp.
Das als Naturschutzgebiet ausgewiesene Gewässer hat eine Fläche von 77 Hektar und gehört zum Biosphärenreservat Südost-Rügen.
Innerhalb des Reservats gehört es zur Schutzzone II (Pflegezone). Der Wreecher See ist ein Nebengewässer des östlich gelegenen Rügischen Boddens in den der See übergeht. Ein breiter Schilf- und Röhrichtgürtel umgibt den See, der für viele Vogelarten als Brut-, Rast- und jahrweise auch als Überwinterungsgebiet dient.
Nördlich des Sees befindet sich ein Drängewassergebiet mit Riedwiesen.
Koordinaten: 54° 19′ 53″ N, 13° 27′ 27″ O